# Linia kolejowa Jastrow – Wengerz
Linia kolejowa Jastrow – Wengerz – rozebrana w 1945 roku normalnotorowa linia kolejowa łącząca Jastrowie z Węgiercami.

## Historia
Linię otworzono 10 września 1914 roku, natomiast fizycznie rozebrano ją po wkroczeniu Armii Czerwonej w 1945 roku. Linia na całej swojej długości była jednotorowa o rozstawie szyn wynoszącym 1435 mm.